# Ego comme X
ego comme x est le nom d'une maison d'édition française de bande dessinée créée à Angoulême en 1994. Elle a fermé ses portes en avril 2017.

## Caractéristiques
(septembre 2011).
Si vous disposez d'ouvrages ou d'articles de référence ou si vous connaissez des sites web de qualité traitant du thème abordé ici, merci de compléter l'article en donnant les références utiles à sa vérifiabilité et en les liant à la section « Notes et références ».
ego comme x publie depuis 1993 une revue homonyme et des ouvrages de bande dessinée. Structure créée par Xavier Mussat, Loïc Néhou (qui la dirige), Fabrice Neaud.
Le catalogue des éditions ego comme x compte environ soixante-quinze titres. Il mêle découvertes, rééditions, auteurs confirmés français ou étrangers, et a été, à plusieurs reprises, récompensé par des prix : « Alph-Art Coup de Cœur » lors du festival d’Angoulême en 1997 pour Journal de Fabrice Neaud, ou en 2002, « Meilleur Premier Album » pour Le Val des Ânes de Matthieu Blanchin. 
Depuis septembre 2006, ego comme x a investi le champ de la littérature tout en restant fidèle à sa ligne éditoriale en publiant romans autobiographiques, journaux intimes, mémoires, témoignages, autofictions…
En 2011 est inaugurée une collection de livres imprimés à la demande, destinée à accueillir certaines rééditions et éditions spéciales.

## Liste des livres publiés

### Bande dessinée
- Revue ego comme x : 9 numéros parus

- Nine Antico : Le goût du paradis
- Aristophane Boulon : Les sœurs Zabîme
- Matthieu Blanchin : Accident du travail ; Le val des ânes
- Frédéric Boilet : 36 15 Alexia (1ère parution chez Les Humanoïdes Associés) ; L’épinard de Yukiko, Elles
- Frédéric Boilet et Benoît Peeters : Love hotel (1ère parution chez Casterman) ; Tôkyô est mon jardin (1ère parution chez Casterman)
- Jeffrey Brown : Clumsy ; Unlikely ; Aeiou ; Little things
- Pierre Druilhe : Welcome to America
- Kazuichi Hanawa : Dans la prison
- Simon Hureau : Palaces ; Bureau des prolongations ; Colombe et la horde ; Palaces, édition augmentée
- Grégory Jarry : L’os du gigot
- Olivier Josso : Douce confusion
- James Kochalka : Kissers ; American elf
- Pauline Martin : La boîte ; La meilleure du monde
- Pierre Maurel : Purge
- Xavier Mussat : Sainte famille
- Fabrice Neaud : Journal, tomes (1) à (4)
- Frédéric Poincelet : Une relecture ; Le périodique (5 numéros) ; Mon bel amour
- Frédéric Poincelet et Loïc Néhou : Essai de sentimentalisme
- John Porcellino : Moon lake trails
- Sylvie Rancourt : Mélody
- Vincent Sardon : Nénéref
- Jean Teulé : Gens de France et d’ailleurs (édition intégrale des 2 tomes parus chez Casterman, reprise par Fakir Éditions en 2021 en édition augmentée)
- Yoshiharu Tsuge : L'Homme sans talent
- Vincent Vanoli : Le Décaméron ; Sentiers battus ; Pour une poignée de polenta ; Brighton report
- Freddy Nadolny Poustochokine : La Chair des pommes[2]

### Littérature
- Denis Bourgeois : Composite
- Vincent Ravalec : Projet d’éducation prioritaire (1ère parution chez Mille et une nuits)
- Lionel Tran : Sida mental
- Laurent Weber : L’autodomestication
- Amoreena Winkler : Purulence ; Fille de chair